# Trzecia droga

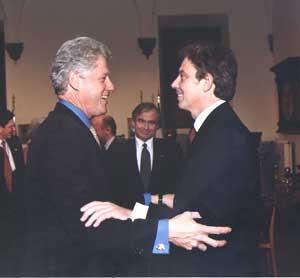
Bill Clinton i Tony Blair, uznawani za jednych z twórców „trzeciej drogi”

Trzecia droga – system społeczno-gospodarczy pośredni między kapitalizmem a socjalizmem.
Zwolennicy „trzeciej drogi” uznali, że oba systemy mają zarówno wady, jak i zalety, i że możliwe jest zbudowanie systemu, w którym zostałyby połączone pozytywne strony kapitalizmu i socjalizmu. Kapitalizm to – ich zdaniem – cykliczne wahania koniunktury, bezrobocie i znaczna dysproporcja dochodów, ale równocześnie wysoka efektywność gospodarki prowadząca do wzrostu dobrobytu ogólnego. Z kolei socjalizm ograniczał wolność gospodarczą i wprowadzał monopol państwa w gospodarce, zapewniał jednak ludziom bezpieczeństwo socjalne. Następstwem takiej organizacji gospodarki była jej niska efektywność. Twórcy „trzeciej drogi” przekonywali, że można stworzyć system efektywny i jednocześnie sprawiedliwy, gdy jego podstawą będzie własność prywatna, konkurencja i mechanizm rynkowy, a państwo będzie miało obowiązki socjalne wobec społeczeństwa, polegające na wyrównywaniu poziomu życia. Tak zorganizowana gospodarka miała pobudzać rozwój i zapewnić długookresową równowagę.
Wartości „trzeciej drogi” zostały przyjęte przez wielu socjaldemokratów i socjalliberałów w wielu zachodnich liberalnych demokracjach. Jedne z ostatnich przykładów to administracja prezydenta Billa Clintona w USA, jak również poglądy Hillary Clinton i Baracka Obamy, kanadyjskiego rządu Partii Liberalnej pod przywództwem Jeana Chrétiena i Paula Martina, rządy Partii Pracy pod przywództwem Tony’ego Blaira i Gordona Browna, jak również Australijskiej Partii Pracy przewodzonej przez Kevina Rudda.
Idee „trzeciej drogi” są krytykowane przez libertarian i niektórych konserwatystów, którzy popierają leseferyzm. Słowa krytyki płyną także ze strony wielu zwolenników socjalizmu demokratycznego, którzy oskarżają zwolenników „trzeciej drogi” o "zdradę" lewicowych wartości.

## Kapitalizm ludowy

### Rozwój założeń w USA
Ideę „trzeciej drogi” zawierały też koncepcje gospodarki mieszanej, tzw. kapitalizmu ludowego (people’s capitalism), głoszone po II wojnie światowej w Stanach Zjednoczonych. Twórcy tych koncepcji (Samuel Slichter, E. Johnston, Marcus Nadler) twierdzili, że w gospodarce amerykańskiej własność jest rozproszona między drobnych akcjonariuszy, firmami zarządzają menadżerowie, w następstwie czego dochody społeczne się wyrównują. Simon Kuznets, laureat Nagrody Nobla w 1971 roku, sugerował, że w Stanach Zjednoczonych systematycznie zmniejsza się udział najbogatszych grup społecznych w dochodzie narodowym na korzyść grup niżej i średnio zarabiających. Gardiner Means dowodził natomiast, że podstawą „kapitalizmu ludowego” byłaby własność prywatna, a w niektórych działach gospodarki – gospodarka komunalna, publiczny transport i produkcja na zamówienia państwa – miały istnieć przedsiębiorstwa publiczne. W „nowym kapitalizmie” szerokie rzesze społeczeństwa mogą osiągnąć swoje zamierzenia, a państwo ma czuwać nad całością gospodarki. Idee te zyskały popularność również w Niemczech Zachodnich. Zakładano dyfuzję własności, jej rozproszenie i demokratyzację poprzez akcje ludowe, spółki lokacyjne i szeroko dostępne obligacje. Pracownicy mieli mieć udział w zyskach przedsiębiorstwa.

### Recepcja w Polsce
Koncepcję kapitalizmu ludowego, opartego na upowszechnieniu własności prywatnej oraz mikroinwestowania, propaguje pod postacią finansowania społecznościowego publicysta Marcin Giełzak, znany z podcastu Dwie Lewe Ręce.
Krytyczką dążenia do masowej partycypacji w rynku kapitałowym jest natomiast ekonomistka Leokadia Oręziak, która zwróciła uwagę na negatywne skutki społeczne wprowadzonego w 2018 przez rząd Mateusza Morawieckiego programu pracowniczych planów kapitałowych.